# منکاوحور کایو
منکاوحور کایو، که در زبان یونانی به نام مِنکِریس خوانده می‌شود، فرعونی از دودمان پنجم مصر در پادشاهی کهن بود. او جانشین نیوسررع اینی بود و پادشاه پیش از جدکارع به شمار می‌رود. نام او به معنای «روان‌های حوروس فناناپذیر هستند» می‌باشد.

## خانواده
منکاوحور به احتمالی پسر شاه نیوسررع اینی بوده است و این از آثار به دست آمده از معبد-آرامگاه خنت‌کاوس دوم فهمیده می‌شود؛ با این حال این مسئله قطعی نیست.
گمان می‌رود که شهبانو مرس‌عنخ چهارم همسر منکاوحور بوده باشد. اگرچه این احتمال نیز می‌رود که او همسر جدکارع بوده. شهبانو خویت یکم نیز دیگر گزینه احتمالی است ولی در این باره قطعیتی وجود ندارد.

## دوران
بنا به نوشته پاپیروس تورین، منکاوحور به مدت ۸ سال فرمانروایی کرد. او واپسین فرعونی بود که معبد خورشید برای خود ساخت. هرم او در سال ۱۸۴۲ توسط باستان‌شناس آلمانی کارل ریجارد لپسیوس در سقاره پیدا شد. این هرم بعدها توسط شن‌های بیابان پوشیده شد و به «هرم گمشده» معروف گشت. در سال ۲۰۰۸، تیمی به سرپرستی زاهی حواس این هرم گمشده را باز یافت.